# Quarks (Band)
Quarks war ein 1995 gegründetes Elektropop-Duo aus Berlin, das aus Jovanka von Wilsdorf und Niels Lorenz bestand. Ihre Texte schrieben sie meist deutsch- und englischsprachig. 2004 trennten sich die beiden Musiker.

## Geschichte
Zwei Jahre nach der Gründung veröffentlichten Quarks 1997 ihr Debütalbum Zuhause über Monika Enterprise. Ihre ebenfalls über Monika erschienene und auf 500 Stück limitierte CD Wiederkomm wurde auch auf Japanisch unter dem Titel Kikyo aufgenommen.
1999 fand für das im gleichen Jahr erschienene Album Königin eine Tour statt. Das dritte Album Trigger Me Happy, welches 2002 erschien, wurde über das Sony-Music-Sublabel Home Records veröffentlicht. Für dieses Album arbeiteten sie mit dem Produzenten Christoph Maria Kaiser zusammen und entwarfen gemeinsam mit ihm ein Synthie-Pop-Album.
Nach einer erneuten Tour legten Quarks eine Schaffenspause ein, um im Jahr 2004 das Album Quarksland zu veröffentlichen. Während der Albenaufnahmen wurde bereits die Trennung des Duos beschlossen, obwohl im November 2004 ein Konzertauftritt in Vietnam für die TV-Show Friendship Melody stattfand, der laut Angaben der Veranstalter rund 40 Mio. Fernsehzuschauer erreichte.
Jovanka von Wilsdorf gründete 2009 mit dem US-Gitarristen Joe Czarnecki die Gruppe „Scheining“, die im Sommer 2010 ihr erstes Album aufnahm, welches allerdings nur kurze Zeit zum Verkauf stand. 2013 gingen beide wieder getrennte Wege.

## Diskografie

### Alben
- 1997: Zuhause
- 1999: Königin
- 2000: Rehmix
- 2002: Trigger Me Happy
- 2004: Quarksland

### Singles
- 2002: Vergiss
- 2003: I Walk
- 2004: Du entkommst mir nicht